# Epiphyllum oxypetalum
Epiphyllum oxypetalum es una especie de planta fanerógama de la familia Cactaceae.

## Distribución
Es nativa de Costa Rica, El Salvador, Guatemala, Honduras, Nicaragua, Panamá, Colombia, México, Paraguay,  Venezuela y Pando (Bolivia).  Aparece de forma común en su zona de distribución, aunque en Guatemala ha sido incluida en la Lista Roja. Se ha naturalizado con facilidad por zonas tropicales de todo el mundo, creciendo de manera subespontánea.

## Hábitat
La especie se encuentra en los bosques húmedos tropicales creciendo de forma epífita sobre los árboles. Se utiliza como planta ornamental, siendo su cultivo muy fácil.

## Descripción
Es una planta epífita perteneciente a la familia cactaceae, desprovista de hojas y espinas.
Los tallos en forma de paleta, con 1-10 cm ancho, 3-5 mm grueso. Las flores son grandes de hasta 25 cm de diámetro, de color blanco, muy perfumadas y con numerosos pétalos. Duran una sola noche.
El fruto color rojo brillante se produce sólo si la flor es fecundada con el polen de otra planta.

## Taxonomía
Epiphyllum oxypetalum fue descrita por (DC.) Haw. y publicado en Philosophical magazine, or annals of chemistry, ... 6: 109. 1829.
Etimología
Epiphyllum: nombre genérico que deriva de las palabras griegas epi = "sobre" y phyllum = "hojas".
oxypetalum: epíteto latino que significa "con los pétalos manchados".
Sinonimia:
- Cereus latifrons Zucc.
- Cereus oxypetalus DC.
- Epiphyllum acuminatum K.Schum.
- Epiphyllum grande (Lem.) Britton & Rose
- Epiphyllum latifrons (Zucc.) Pfeiff.
- Epiphyllum oxypetalum var. purpusii (Weing.) Backeb.
- Epiphyllum purpusii (Weing.) F.M.Knuth
- Phyllocactus acuminatus (K. Schum.) K. Schum.
- Phyllocactus grandis Lem.
- Phyllocactus latifrons (Zucc. ex Pfeiff.) Salm-Dyck
- Phyllocactus latifrons (Zucc. ex Pfeiff.) Link ex Walp.
- Phyllocactus oxypetalus (DC.) Link
- Phyllocactus purpusii Weing.[4]

## Nombres comunes
- Español: cactus orquídea, hoja cacto aunque la última también se refiere al género Pereskia.
- En El Salvador y Guatemala se conoce como "Galán de Noche".
- En Colombia se le conoce como "Flor del Baile".
- En México se llama “Reina por una noche” o "Dama de noche ".
- En Argentina se le conoce como "Planta Hoja", "Dama de noche" y "Reina de la noche".

## Galería

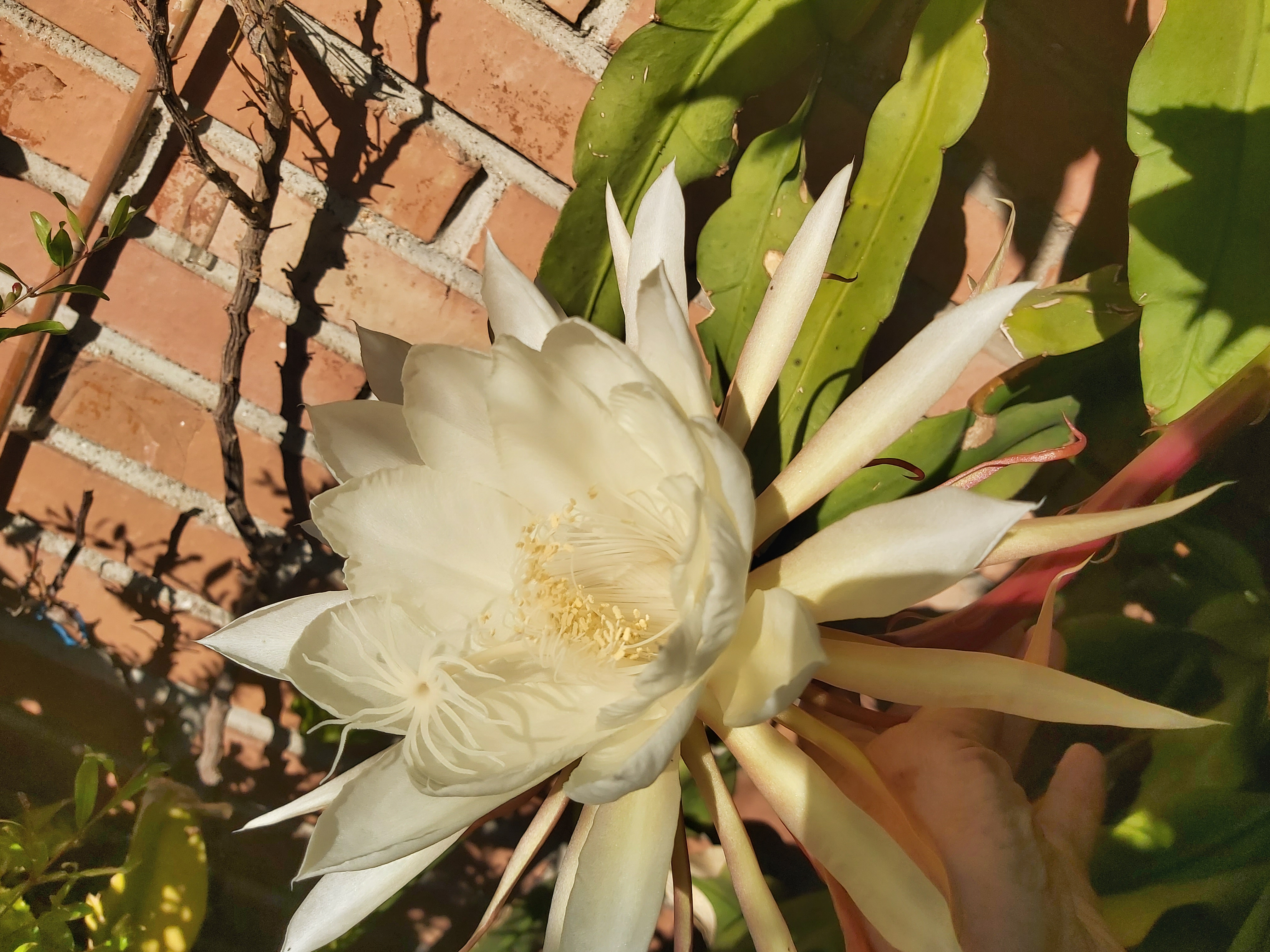

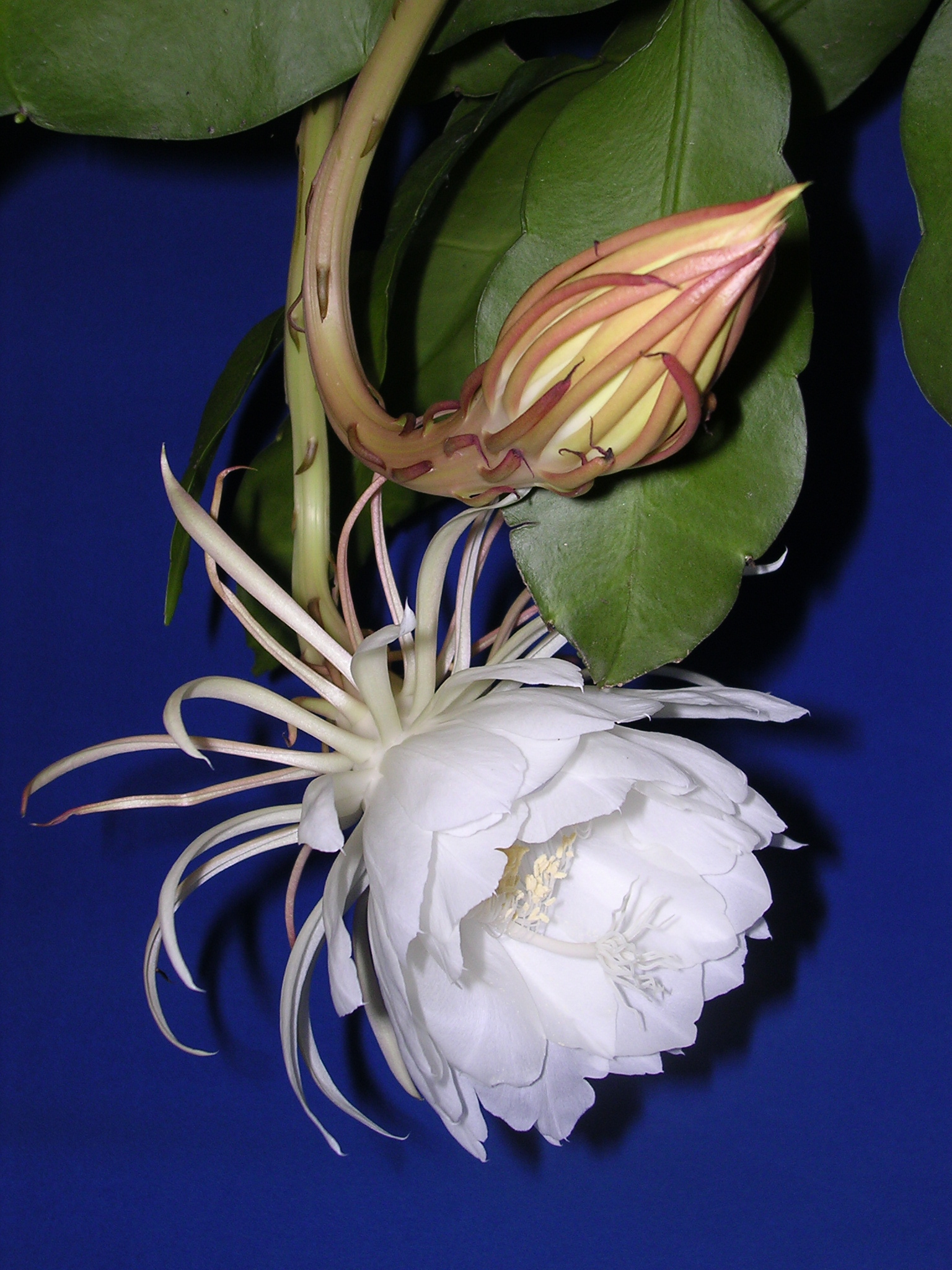
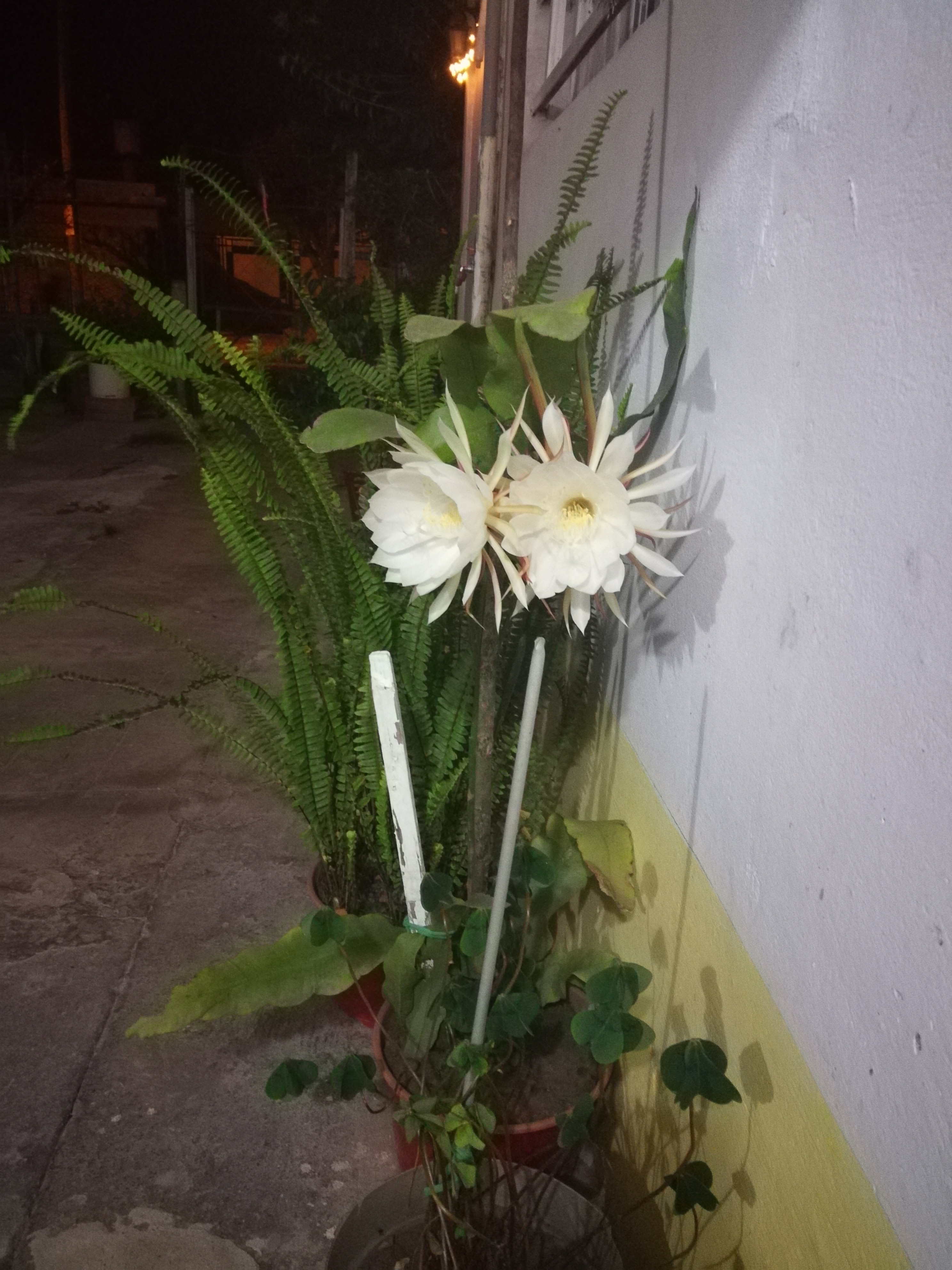
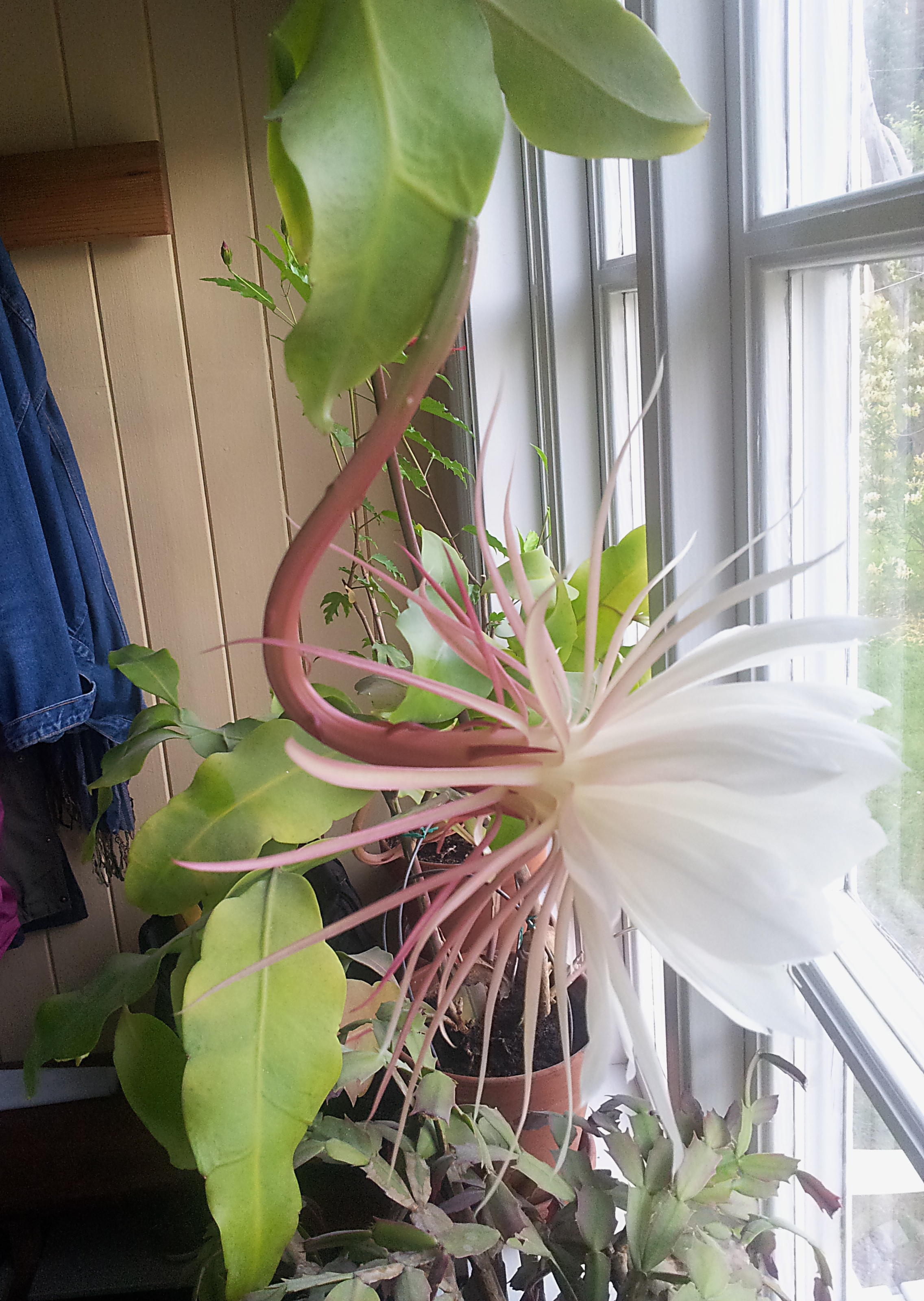
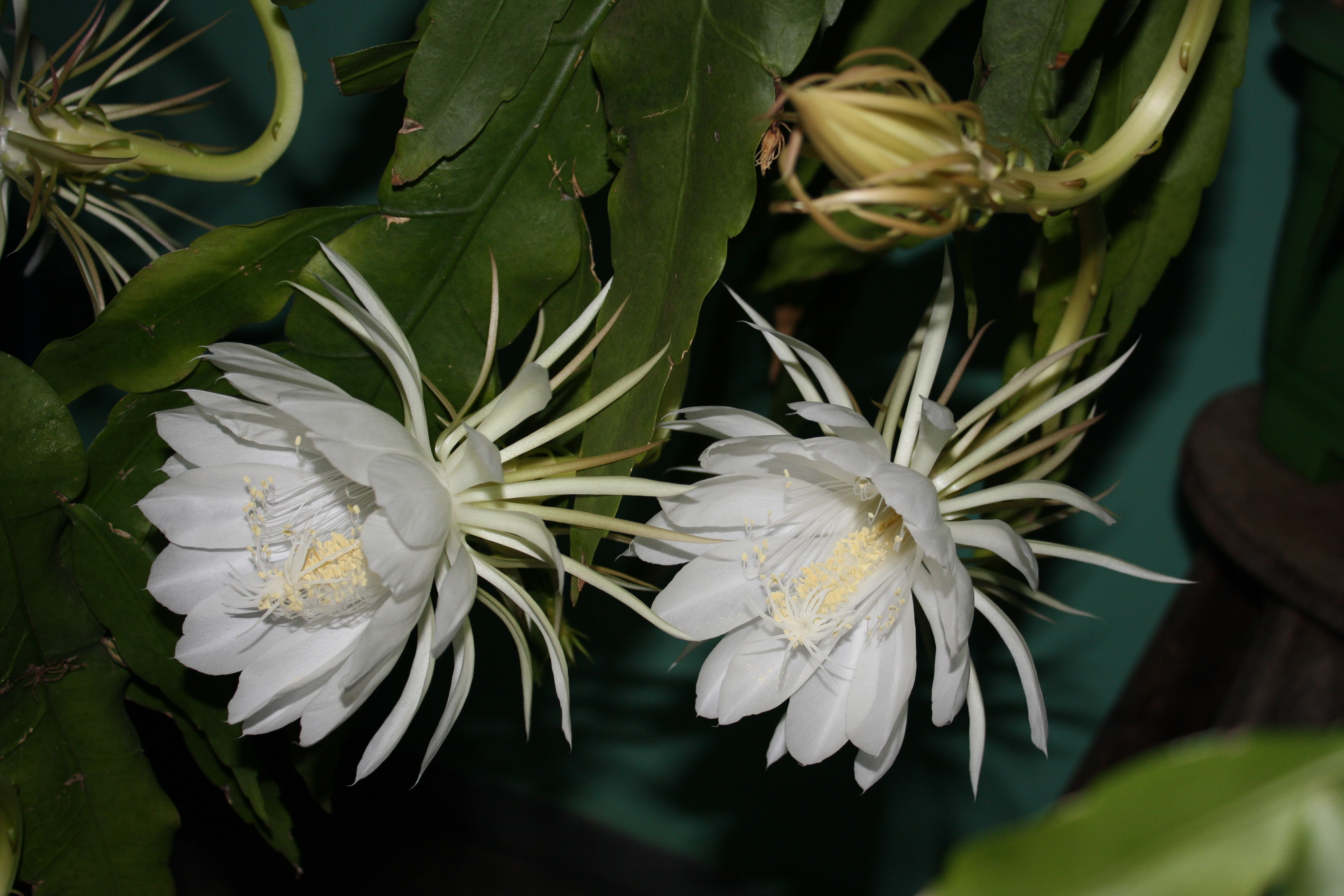
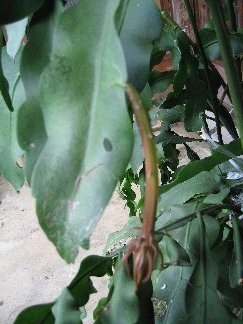
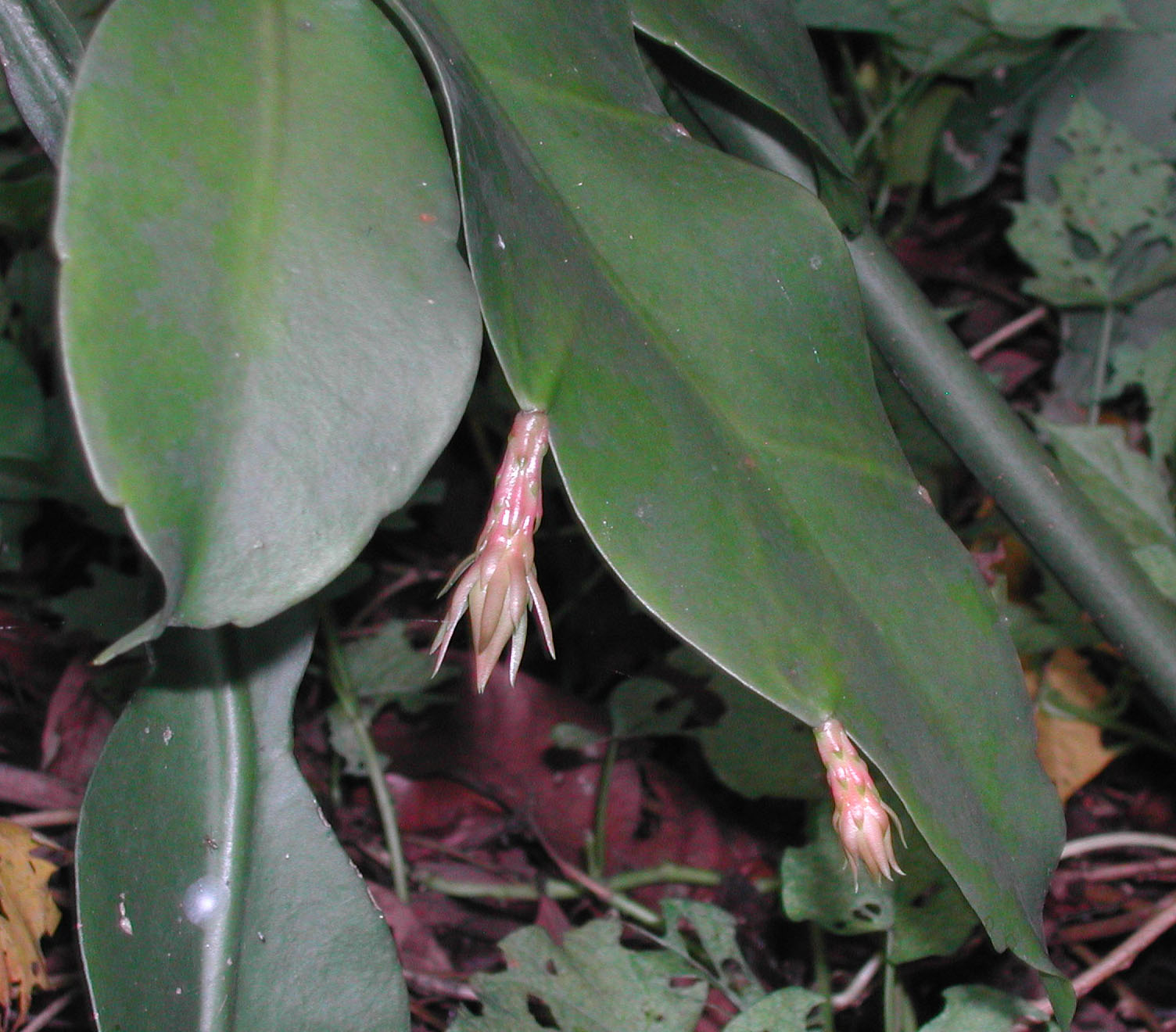